# Gessate
Gessate (Gessaa in dialetto milanese, AFI: /dʒeˈsɑː/) è un comune italiano di 8 955 abitanti della città metropolitana di Milano in Lombardia.

## Geografia fisica
Centro agricolo e industriale della pianura lombarda a est di Milano (21 km), non lontano dal fiume Adda. Il territorio comunale è attraversato a nord dal canale Villoresi, mentre il confine meridionale è segnato dal Naviglio. Fa parte del territorio della Martesana. L'estrema parte orientale è compresa nel Parco sovracomunale del Rio Vallone.

## Storia

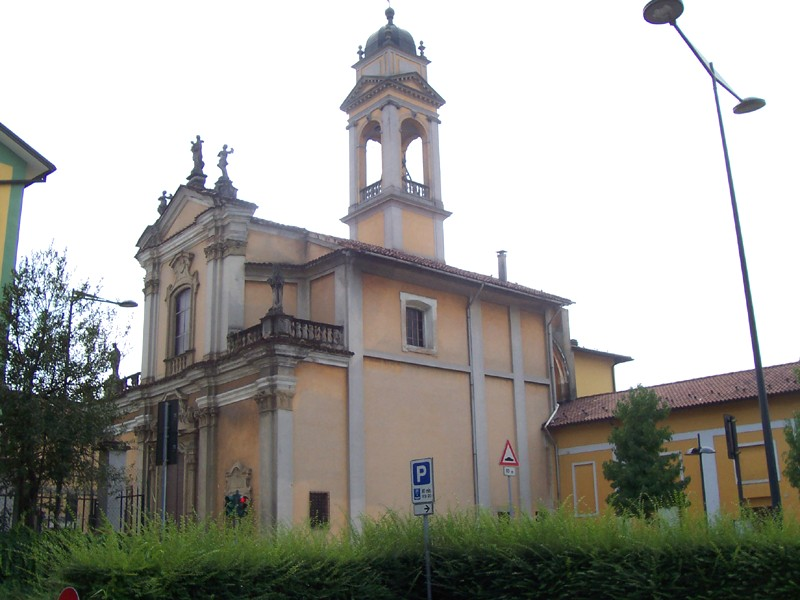
Chiesa dell'Addolorata

Le notizie sulle origini di Gessate sono assai incerte. Secondo alcune fonti la sua fondazione risalirebbe intorno al secolo III a.C. quando una tribù di Galli, chiamata Gesati, si stabilì tra l'Adda e il Lambro. Un loro re, Viridomaro, citato nel secondo libro delle “Storie” di Polibio, fu vinto dal console romano Marco Claudio Marcello nel 222 a.C. Dopo un lungo periodo di silenzio, il borgo viene ricordato con il nome di “Glassiate” in due pergamene di contenuto patrimoniale del 15 marzo 848.
In un'altra pergamena del 957 si fa menzione della chiesa di S. Pietro in Glaxiate, trasferita poi a Milano dove conservò il nome originario; nello stesso documento si parla di un castello costruito dai feudatari germanici di cui resta memoria in due quartieri di Gessate tuttora chiamati “Castellazzo” e “Cittadella”.
Il maniero fu successivamente trasformato in monastero, dapprima di proprietà dei monaci di S. Simpliciano di Milano e in seguito dei Benedettini dell'abbazia di Chiaravalle. In questo periodo Gessate ebbe un notevole sviluppo, sia in campo artigianale che in quello agricolo, grazie all'introduzione di nuovi sistemi di coltivazione e di irrigazione. Nel 1679 i monaci donarono alla comunità gessatese una reliquia di san Mauro, seguace di san Benedetto da Norcia e protettore degli ammalati; la reliquia è oggi conservata nella chiesa parrocchiale dei Ss. Pietro e Paolo e viene esposta alla venerazione dei fedeli il 15 gennaio di ogni anno in occasione della festa liturgica del santo.
Verso la fine del Settecento Gessate divenne luogo di villeggiatura di alcune famiglie patrizie milanesi che fecero costruire splendide ville circondate da vasti parchi; una di queste, Villa Beccaria Lattuada, ospitò importanti personalità dell'epoca come Cesare Beccaria, Alessandro Manzoni, Cesare Cantù e Massimo d'Azeglio. La frazione Villa Fornaci ha dato i natali ad Angelo Motta, creatore del moderno panettone milanese. Tra gli avvenimenti più recenti va ricordato nel 1985 l'apertura della stazione capolinea della linea 2 della metropolitana milanese.
Dal 2015 fa parte della Zona omogenea Adda Martesana della città metropolitana di Milano.

### Simboli
Il gonfalone è un drappo partito di rosso e di bianco.
Lo stemma e il gonfalone sono stati concessi con D.P.R. del 10 gennaio 1985.
Il biscione ingollante un putto è l'emblema della famiglia Visconti che, nella seconda metà del Quattrocento, nelle persone di Lucia Marliani Visconti e dei suoi due figli Galeazzo e Ottaviano, avuti dal duca Galeazzo Maria Sforza, fu titolare del feudo di Melzo, di cui Gessate faceva parte. La figura del castello ricorda la storica presenza sul territorio di un fortilizio a partire dall'anno 957 e sicuramente fino al Trecento.

## Monumenti e luoghi d'interesse

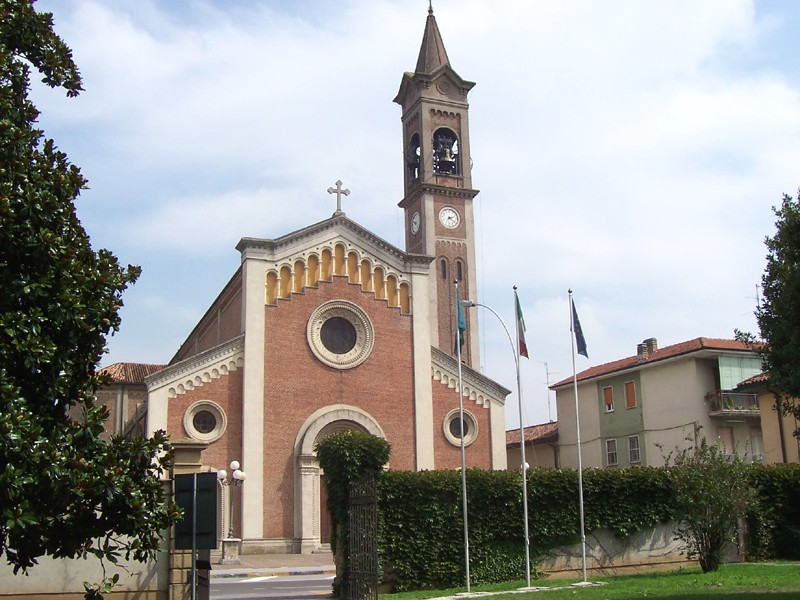
Chiesa parrocchiale dei Ss. Pietro e Paolo

- Chiesa parrocchiale dei Ss. Pietro e Paolo

Costruita in stile neoromanico tra il 1913 e il 1916 in sostituzione della vecchia parrocchiale (oggi chiesa dell'Addolorata). Nell'interno, a tre navate, sono custodite due pregevoli tele: nel transetto sinistro la Pentecoste di Antonio Campi (1580), e nel transetto destro l'Incredulità di S. Tommaso di Bernardino Campi (1567). Da segnalare inoltre, all'altare del transetto sinistro, la statua della Madonna del Rosario col Bambino in legno dorato realizzata intorno al 1670.
Il campanile conserva un concerto di 5 campane, fuse dalla ditta F.lli Barigozzi di Milano in tonalità Si2, anno di rifusione 1956, campane che provengono dalla chiesa dell'Addolorata, ex chiesa parrocchiale. 
All'interno sono inoltre presenti due organi, uno più antico posto sul retro della facciata centrale, il quale tuttora è dismesso e fuori uso, e uno moderno, che è posto sopra al presbiterio. L'organo in questione è un Balbiani Vegezzi-Bossi, inaugurato nel 1967 con l'allora parroco don Agostino Gussoni.
- Chiesa dell'Addolorata

È l'attuale chiesa della Madonna Addolorata o anche chiesa dell'Oratorio San Giovanni Bosco. Rifatta nel 1640 e nel 1755, venne abbandonata nel 1916 per essere poi riaperta dopo il 1968 come luogo di preghiera adiacente all'oratorio. La movimentata facciata del 1755 venne costruita in uno stile di transizione dal barocco al neoclassico ed è ornata nella parte superiore da statue e balaustre. Sul lato sinistro s'innalza il poderoso campanile neoclassico eretto nel 1787. All'interno, a navata unica, si può ammirare sulla parete di fondo il dipinto della Crocifissione (secolo XVI).
- Chiesa di S. Pancrazio

Piccolo edificio situato alla periferia meridionale di Gessate. Documentato già nel secolo XIII, venne quasi completamente rifatto a metà del secolo XX. All'interno, la parte absidale è decorata da affreschi di fattura popolare.
- Villa Beccaria Lattuada

Costruita in stile neoclassico sul finire del secolo XVIII, fu residenza di campagna della famiglia milanese dei Beccaria. La villa ospitò Cesare Beccaria, Alessandro Manzoni, Cesare Cantù e Massimo d'Azeglio. Dopo il 1946 furono intrapresi lavori di sistemazione dell'edificio che cancellarono quasi completamente i fasti del passato. Nel cortile si può ancora ammirare una statua di Cesare Beccaria vestito da antico romano.
- Villa Daccò

Costruita intorno al 1835 è oggi di proprietà comunale. Tra gli interessanti ambienti interni, il salone d'onore al piano terreno presenta un bel soffitto affrescato e un ampio camino in marmo rosato, mentre le stanze al piano superiore hanno soffitti affrescati a grottesche. Il vasto e suggestivo parco che circonda la villa ha una superficie di 9.100 m². Il parco ha anche dei giochi per bambini.
- Centro Sportivo " Romeo Bertini"

Nato a Gessate il 21 aprile 1893 da una famiglia contadina,  Romeo Bertini  era cresciuto nella "Curt di Lacè" (la corte del latte), situata proprio davanti alla sede del Municipio. Da ragazzino Romeo lavorava nei campi: le fatiche all'aria aperta lo fortificavano e ben presto scoprì la sua passione per la corsa. Nessuno riusciva a stargli dietro quando si trattava di correre, un talento che si sarebbe manifestato pienamente negli anni a venire. L'argento da lui vinto alla maratona delle Olimpiadi di Parigi del 1924 rappresentò il miglior risultato olimpico di un maratoneta italiano per ben 64 anni, un record che ha tenuto alto il nome dell'Italia (e di Gessate) ispirando generazioni di atleti. Il suo successo non è stato solo una vittoria personale, ma un trionfo che ha unito la comunità in un orgoglio condiviso. In sua memoria, come detto, il Comune ha deciso di dedicargli il centro sportivo, affinché il nome e l’esempio di Bertini possano continuare a ispirare i giovani sportivi di oggi e di domani.

## Società

### Evoluzione demografica
- 920 nel 1751
- 1 156 nel 1771
- 1 246 nel 1805
- 2 257 nel 1809 dopo annessione di Cambiago
- 1 926 nel 1853
- 2 103 nel 1859

Abitanti censiti

### Tradizioni e folclore
- 15 gennaio: Festa di S. Mauro abate, patrono di Gessate

Festa (religiosa) molto sentita anche nei paesi limitrofi a Gessate da diversi anni, sin dal secolo precedente. Numerose messe vengono celebrate nella chiesa parrocchiale dei Ss. Pietro e Paolo dove viene esposta alla venerazione dei fedeli la reliquia del santo. Di fronte alla chiesa e lungo la via principale stazionano decine di bancarelle, soprattutto di dolciumi.
- Periodo Quaresimale

Durante il periodo quaresimale, tutti i venerdì sera viene celebrata la via crucis, e fino al 2023 al termine viene impartita la benedizione con la Reliquia della Santa Croce , presente in parrocchia.
- Domenica adiacente alla festa dei Ss. Pietro e Paolo

Festa patronale della parrocchia dedicata a questi santi, durante la celebrazione religiosa delle ore 10.30, in presenza della corale, viene bruciato il pallone, simbolo del martirio dei Santi.

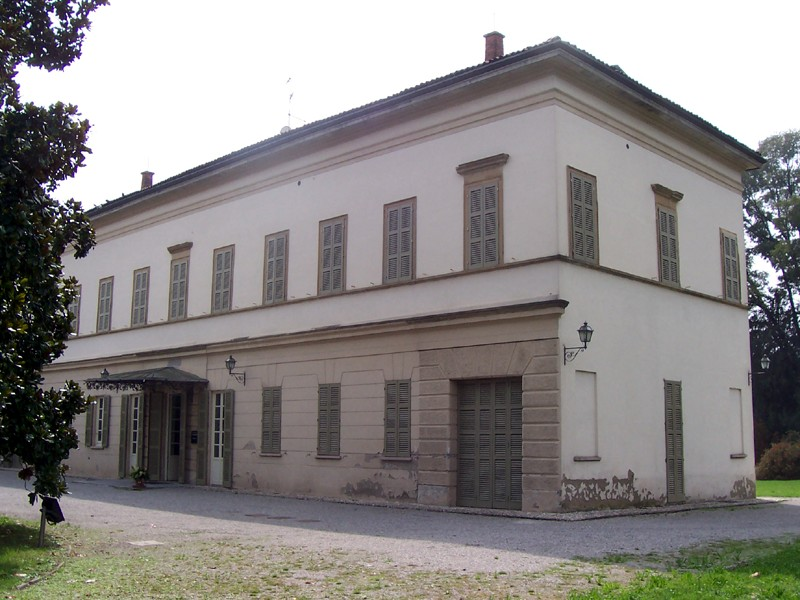
Villa Daccò

- Prima domenica di ottobre: Sagra della Paciarela

Fu ideata nel 1971 per celebrare la tradizionale torta di latte o torta campagnola, chiamata Paciarela. Nel 1989 la sagra si è arricchita di una manifestazione storica in costumi seicenteschi e del Palio del Pane. La manifestazione storica ha inizio il sabato sera con la rappresentazione della disputa tra i Gessatesi e il conte Bonesana davanti al Tribunale, mentre la domenica pomeriggio ha luogo la sfilata storica con i costumi dell'epoca per le vie del paese. Il Palio del Pane si disputa la domenica pomeriggio tra i 4 rioni gessatesi (Badia, Castellaccio, Cittadella, San Pancrazio). Consiste in una staffetta tra ragazzi che devono portare i vari ingredienti necessari per la preparazione del pane: secchi di legno colmi d'acqua, ciotole di sale, carriole piene di sacchi di farina, e una forma di pane giallo da far rotolare lungo il percorso. Il rione vincente si aggiudica il Palio, ovvero un dipinto realizzato ogni anno da un artista gessatese. Dal punto di vista religioso, in concomitanza con la Sagra della Paciarela, si festeggia la Madonna del Rosario: al mattino viene celebrata in chiesa parrocchiale la Santa Messa solenne, con la benedizione del palio,(es. gonfalone cittadino) mentre alla sera ha luogo la processione con la statua della Vergine che si snoda per le vie del paese. La festa della Madonna del Rosario a Gessate risale al 1662 quando in paese venne fondata l'omonima confraternita.
- Manifestazione storica

La manifestazione storica, che si svolge durante la Sagra della Paciarela, rievoca un avvenimento accaduto intorno al 1685 quando il conte Carlo Bonesana acquistò dal demanio il feudo di Gessate posto in vendita dal governo spagnolo dopo la morte del principe Trivulzio. Non tutti i Gessatesi accettarono l'infeudamento del Bonesana e decisero di ricorrere in giudizio chiedendo di potersi liberare dai diritti feudali col pagamento di dazi direttamente al demanio.
- Palio del Pane

Il Palio del Pane, disputato durante la Sagra della Paciarela, riprende un evento del 1556 quando il conte Pirogalli, un nobile locale, dispose su proprio testamento di donare ogni anno alla comunità di Gessate una certa quantità di farina bianca per riparare ai danni provocati ai compaesani delle sue numerose battute di caccia a cavallo attraverso i campi coltivati.
- Terzo sabato di ottobre: Grande Concerto d'Autunno

Viene organizzato annualmente dal 1991, dalla Corale dei Ss. Pietro e Paolo nella chiesa parrocchiale corale Ss. Pietro e Paolo.

## Cultura

### Tempo libero
- Cine Teatro San Giovanni Bosco

Viene anche usato per manifestazioni oratoriane, essendo adiacente all'oratorio, oltre che per altre manifestazioni civili.
- Polisportiva Gessate: sede di molte attività

### Cucina
- Paciarela

La Paciarela, chiamata anche torta di latte o torta campagnola, ha dato il suo nome alla Festa del Paese che si svolge la prima domenica di ottobre. Le origini di questo dolce sono incerte, sicuramente la preparazione nei secoli scorsi era molto semplice, perché i poveri contadini di quei tempi potevano disporre solamente di pane, latte e cioccolato. Oggi gli ingredienti sono più numerosi e sostanziosi: pane, amaretti, latte, cacao amaro, cioccolato fondente, pan d'anice, burro, uova, uva sultanina, cedro candito, zucchero, scorze di limone, noce moscata, liquore. Dal 2006 la Paciarela è stata fregiata del marchio De.C.O. con la seguente denominazione: “Paciarela di Gessate” Denominazione Comunale di Origine.

## Infrastrutture e trasporti
Il comune è capolinea della linea M2 della metropolitana di Milano.
Ha un proprio casello di Gessate della Tangenziale esterna di Milano.

## Amministrazione
| Periodo        | Periodo        | Primo cittadino        | Partito                                             | Carica  | Note   |
| -------------- | -------------- | ---------------------- | --------------------------------------------------- | ------- | ------ |
| 7 giugno 2009  | 26 maggio 2014 | Mario Leoni            | Lista civica L'unione democratica                   | Sindaco | [ 12 ] |
| 26 maggio 2014 | 27 maggio 2019 | Giulio Alfredo Sancini | Lista civica Insieme per Gessate                    | Sindaco | [ 12 ] |
| 27 maggio 2019 | 9 giugno 2024  | Lucia Mantegazza       | Lista civica di centro sinistra Gessate bene comune | Sindaco | [ 12 ] |
| 9 giugno 2024  | in carica      | Lucia Mantegazza       | Lista civica di centro sinistra Gessate bene comune | Sindaco | [ 12 ] |

## Sport

### Rugby
La squadra di rugby locale è la Fennec Fox Rugby ASD, affiliata alla FIR e nata nel 2017. 

### Calcio
La principale squadra di calcio della città è l'A.S.D. Gessate che milita in Terza categoria. La squadra femminile invece in lombardo di Eccellenza. È nata nel 2019 dopo il fallimento del A.C. Gessate.

## Galleria d'immagini

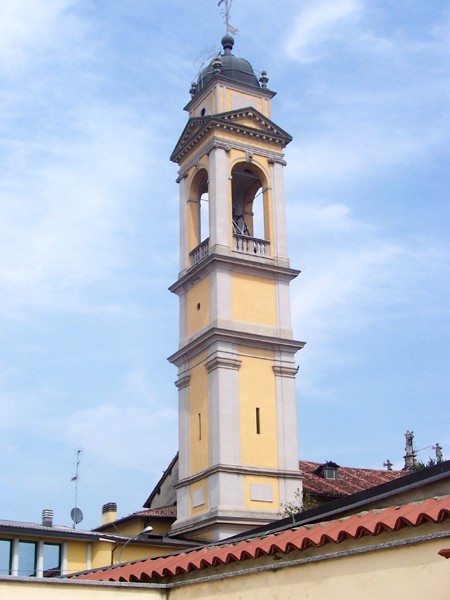
Campanile della Chiesa dell'Addolorata
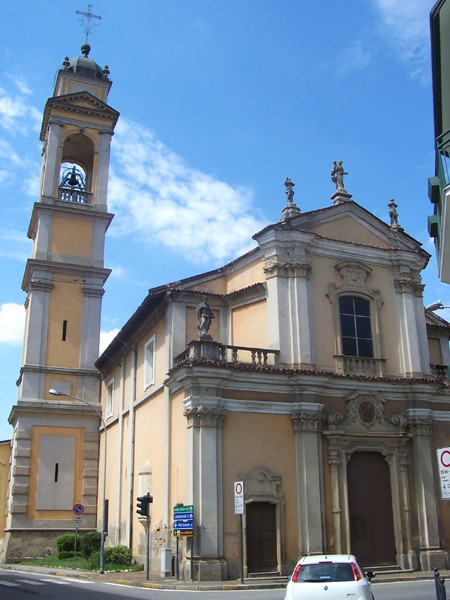
Chiesa dell'Addolorata
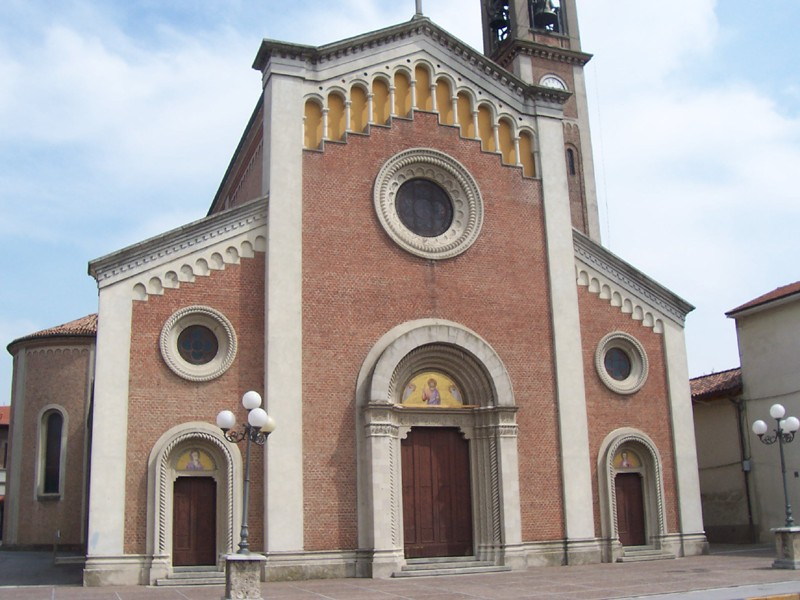
Chiesa Parrocchiale dei Ss. Pietro e Paolo
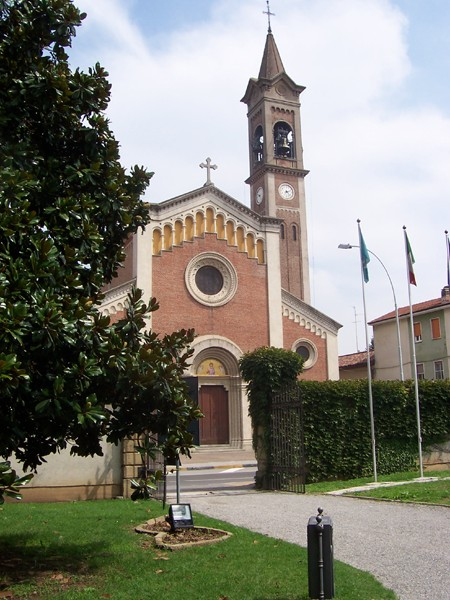
Chiesa Parrocchiale dei Ss. Pietro e Paolo
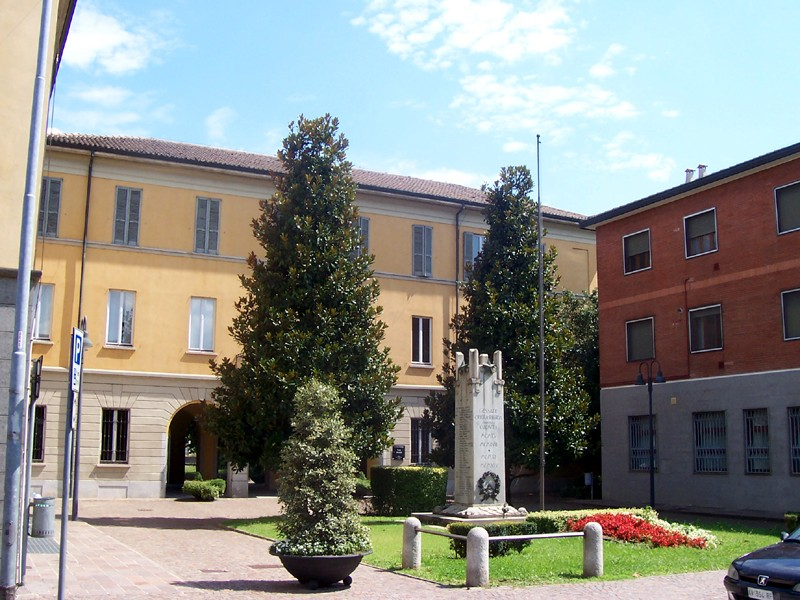
Municipio
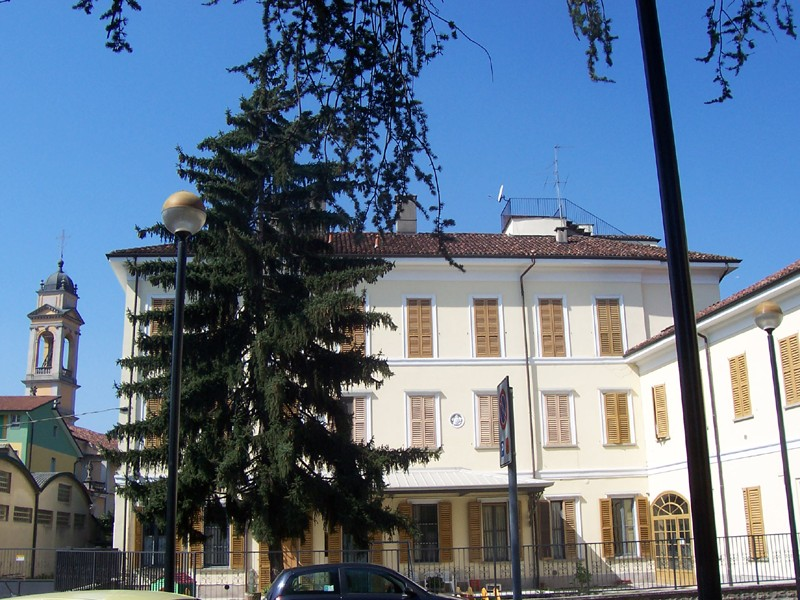
Villa Beccaria Lattuada
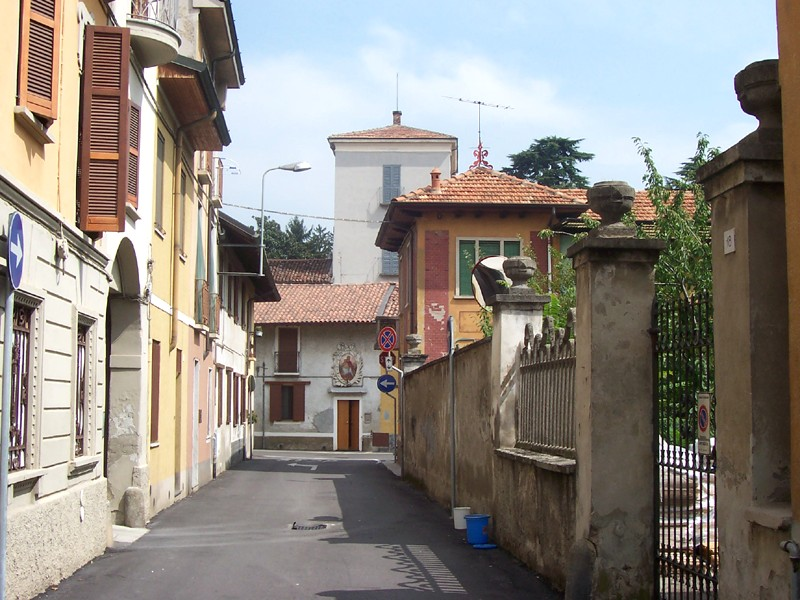
Via Beccaria
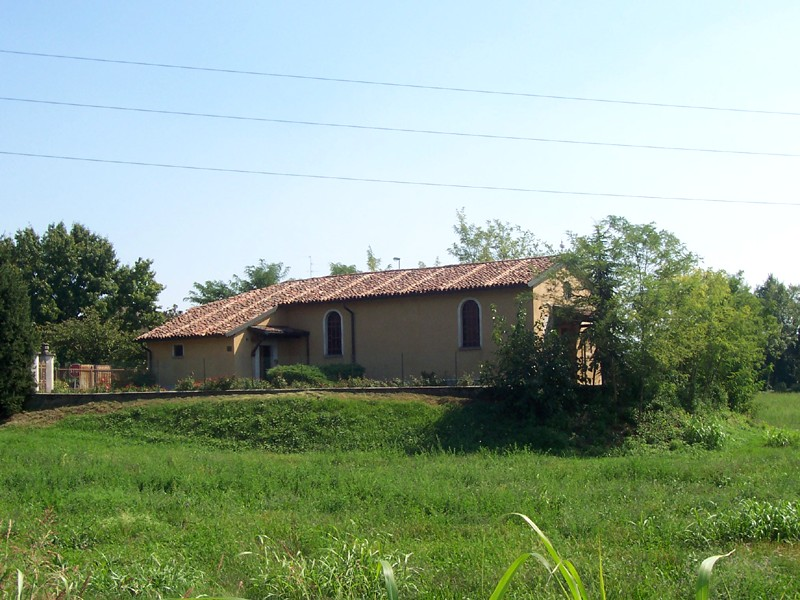
Chiesa di S. Pancrazio